# Pithecophaga jefferyi
El águila monera o águila filipina (Pithecophaga jefferyi) es una especie de ave accipitriforme de la familia Accipitridae. Es la mayor rapaz de las selvas de Filipinas y una de las especies tropicales de águila más grandes. Es el ave nacional de Filipinas, donde se le denomina simplemente como águila filipina. No se reconocen subespecies. Tiene plumaje marrón y blanco, una cresta peluda, mide generalmente de 86 a 102 cmde largo y pesa de 4,04 a 8,0 kg.
El águila monera se considera la más grande de las águilas existentes en el mundo en términos de longitud y superficie alar, siendo solo el pigargo gigante (Haliaeetus pelagicus) y la arpía mayor (Harpia harpyja) más grandes en términos de peso y volumen. Ha sido declarada el ave nacional de Filipinas. También está representada en el billete de mil pesos filipinos. La especie había sido clasificada por la Lista Roja de la UICN como en peligro crítico con una población en declive y es una de las rapaces más amenazadas del mundo. La amenaza más importante para la especie es la pérdida de hábitat, resultado de los altos niveles de deforestación en la mayor parte de su área de distribución. Desde 2019, más de 20 águilas han sido rescatadas principalmente debido a heridas de bala.
Matar un águila monera es un delito penal, castigado por la ley con hasta 12 años de prisión y fuertes multas.

## Taxonomía
El primer europeo en estudiar la especie fue el explorador y naturalista inglés John Whitehead en 1896, quien observó el ave y cuyo sirviente, Juan, recogió el primer espécimen unas semanas más tarde. La piel del ave fue enviada a William Robert Ogilvie-Grant en Londres en 1896, quien inicialmente la exhibió en un restaurante local y describió la especie unas semanas más tarde.
Tras su descubrimiento científico, el águila filipina fue llamada por primera vez águila devoradora de monos debido a los informes de los nativos de Bonga, Samar , donde se descubrió la especie por primera vez, de que se alimentaba exclusivamente de monos. Estos informes dieron su nombre genérico , del griego pithecus (πίθηκος, "simio" o "mono") y phagus (-φάγος, "devorador de"). El nombre de la especie conmemora a Jeffery Whitehead, el padre de John Whitehead. Sin embargo, estudios posteriores revelaron que la supuesta águila devoradora de monos también comía otros animales, como el colugo de Filipinas, algunas serpientes, primates, varanos, o incluso aves grandes, como calaos. Esto, sumado al hecho de que el águila coronada (Stephanoaetus coronatus) y la arpía mayor centroamericana y sudamericana tenían el mismo nombre, la rebautizó como "águila filipina" en una proclamación de 1978 del entonces presidente Ferdinand Marcos. En 1995, fue declarada emblema nacional durante la presidencia de Fidel V. Ramos . Esta especie no tiene subespecies reconocidas.

### Historia evolutiva
Un estudio de 1919 sobre las características esqueléticas del ave condujo a la sugerencia de que su pariente más cercano era el arpía mayor (Harpia harpyja). La especie se incluyó en la subfamilia Harpiinae hasta que un estudio de secuencias de ADN realizado en 2005 la identificó como ajena al grupo, encontrando en cambio que sus parientes más cercanos son las culebreras (Circaetinae), como el águila volatinera (Terathopius ecaudatus). Posteriormente, la especie se incluyó en la subfamilia Circaetinae.

## Distribución
En 1940 se podían encontrar en las zonas selváticas de Luzón, Samar, Leyte y Mindanao, donde se ha calculado que originalmente vivían unas 6000 de ellas. Nada comparable al número actual, que puede rondar los 370 ejemplares repartidos únicamente por las islas de Mindanao, donde habitan unos 300 ejemplares, y Luzón, en la que están casi extintas.

## Características
Las hembras, que son entre un 10-20% más grandes que los machos, pueden llegar a medir un metro, pesar 7 kilos y tener una envergadura de más de dos metros, lo que las convierte en una de las rapaces más grandes del mundo. Su longevidad es de 30 a 60 años, y más en los animales que se tienen en cautiverio.

## Cría en cautividad
En 1976 se inauguró un centro de rehabilitación para águilas filipinas confiscadas en el Parque Nacional Monte Apo, distante 37 kilómetros de Dávao, bajo el auspicio de la Oficina de Desarrollo de los Bosques.
Durante 14 años los esfuerzos para criarlas en cautividad fueron infructuosos ya que no se tenía el equipo o los conocimientos adecuados. Además entre ellas eran poco sociales. En dos ocasiones, las hembras mataron a los machos. Y cuando conseguían que se apareasen los huevos no fueron fértiles y no llegaron a nacer polluelos. 
El 15 de enero de 1992 nació el primer polluelo nacido en cautividad en todo el mundo, al que pusieron el nombre de Pag-Asa. Una de las mejores temporadas de cría fue la de 2000/01, en la que nacieron dos ejemplares. En total, 9 de las 23 águilas del centro nacieron en él.